# Роберт Цолић
Роберт Цолић (Филипово, Краљевина Југославија, 9. август 1938) је надбискуп фрајбуршки у Бадену и председник Немачке бискупске конференције.

## Биографија
Родио се у бачком селу Филипово које је после Другог светског рата преименовано у Бачки Грачац. После Другог светског рата његова породица је протерана из Југославије. У родни крај вратио се посетом 2005. године, приликом свечаног обележавања столећа кармелићанског манастира у Сомбору.
Од 2008. године је председник Немачке бискупске конференције.